# Ludwigslust
Ludwigslust (pronunciación en alemán: /ˌluːtvɪçsˈlʊst/ⓘ) es una ciudad de Mecklemburgo-Pomerania Occidental, Alemania, a 40 km al sur de Schwerin. Desde 2011 pertenece al distrito de Ludwigslust-Parchim.
Ludwigslust es parte de la Región Metropolitana de Hamburgo. La antigua ciudad real residencial es conocida por su rico patrimonio, especialmente el afamado Palacio de Ludwigslust, también conocido como Versalles del Norte.

## Historia

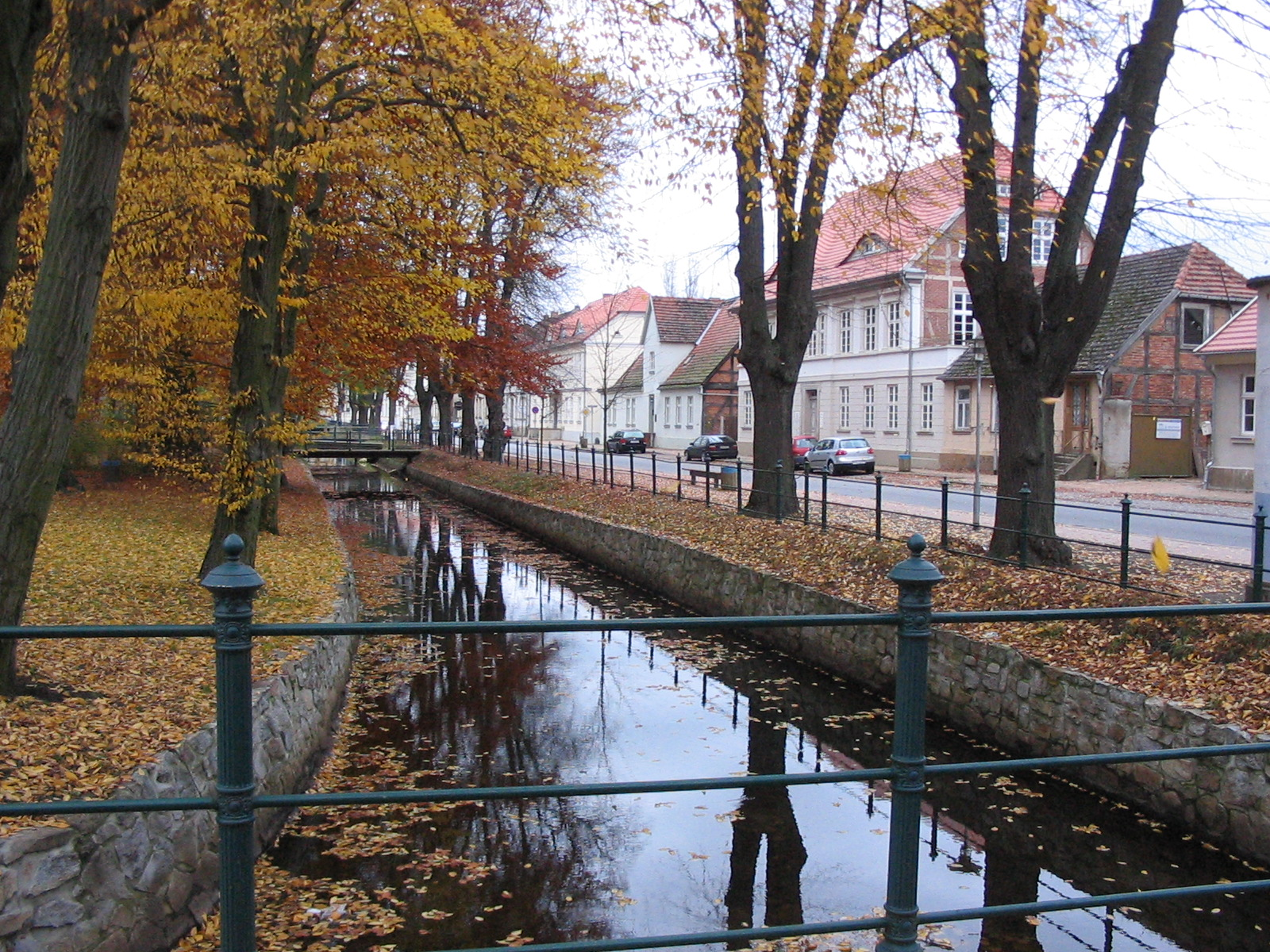
Ludwigslust.

En 1724 el Príncipe Cristián Luis, hijo del Duque de Mecklemburgo-Schwerin, decidió construir un pabellón de caza cerca de una pequeña aldea llamada Klenow. Más tarde, cuando asumió el poder, gustaba de permanecer en esta residencia y la llamó Ludwigslust ("placer de Luis"). En 1765 Ludwigslust se convirtió en la capital del ducado en lugar de Schwerin. La población fue ampliada con un palacio residencial. Esta situación duró hasta 1837, cuando el Gran Duque Pablo Federico devolvió el estatus de capital a Schwerin.
El campo de concentración de Wöbbelin —a veces referido como campo de concentración de Ludwigslust— fue creado por las SS cerca de la ciudad de Ludwigslust en 1945. Al final de la Segunda Guerra Mundial, según la línea de contacto entre las fuerzas soviéticas y las otras fuerzas aliadas, Ludwigslust fue ocupada por tropas británicas y entregada más tarde a los estadounidenses. Al cabo de varios meses estos abandonaron el territorio y permitieron que entraran las tropas soviéticas en cumplimiento de los acuerdos de Yalta que designaban que el territorio de Mecklemburgo debía ser administrado por los soviéticos.

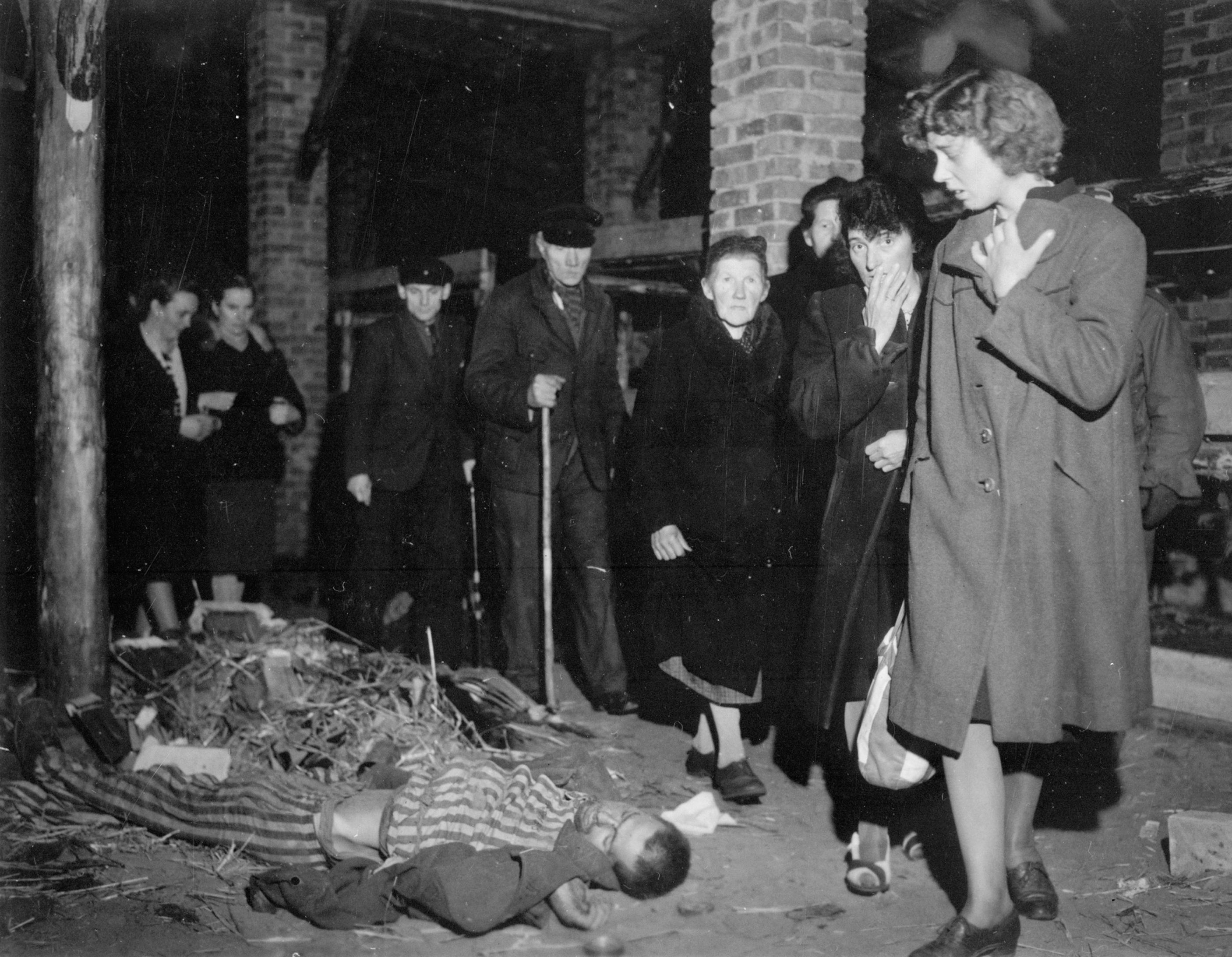
Ciudadanos de Ludwigslust, Alemania, inspeccionan el cercano campo de concentración por órdenes de la 82.ª División Aerotransportada.

## Lugares de interés
- Schloss Ludwigslust, un palacio residencial barroco construido entre 1772-1776 según los planes de Johann Joachim Busch. Es llamado "Pequeño Versalles de Mecklemburgo". El palacio se halla en medio de los jardines (Schlosspark), un vasto parque (120 ha.) de estilo inglés con canales, fuentes y cascadas artificiales.
- La Stadtkirche (Iglesia de la Ciudad/Municipal), construida entre 1765-1770 en estilo Neoclásico con influencia barroca. Su diseño clásico, con un pórtico que descansa sobre seis columnas dóricas, da a la iglesia una apariencia similar a un templo griego.

## Transporte
- Estación de ferrocarril de Ludwigslust, servida por trenes ICE, EC, IC y RE.

## Ciudades hermanadas
Ludwigslust está hermanada con:
- Ahrensburg, Alemania
- Muscatine, Estados Unidos